# يو سونغ وو
يو سونغ وو ((هانغل: 유승우) هو مغني وكاتب أغاني وعازف جيتار كوري جنوبي. ولد في 26 فبراير 1997 في سول كوريا الجنوبية . يعمل في شركات تسجيلات ستارشيب إنترتينمنت وسي جاي إي أند إم.

## روابط خارجية
يو سونغ وو على موقع ميوزك برينز (الإنجليزية)